# 3D-film
En 3D-film eller 3-D-film (tredimensionel-film) eller S3D-film (stereoskopisk 3D-film)
er en film, som fremhæver illusionen af dybdeopfattelsen. 3D-film er afledt af stereoskopisk fotografi, to almindelige filmkamera systemer anvendes til at optage billeder som set fra to perspektiver (eller computer genereret film genererer to perspektiver i post-produktion) og speciel projektion hardware og/eller briller anvendes til at formidle dybdeillusion, når man ser filmen.